# Vernègues
Vernègues ist eine französische Gemeinde mit 2158 Einwohnern (Stand 1. Januar 2022) im Département Bouches-du-Rhône in der Region Provence-Alpes-Côte d’Azur.

## Geografie
Die Gemeinde liegt im Norden des Départements Bouches-du-Rhône. Sie liegt 33 Kilometer nordwestlich von Aix-en-Provence und zehn Kilometer nordöstlich von Salon-de-Provence. Zur Gemeinde gehören die beiden Ortsteile Vernègues und Cazan.

## Geschichte
Im 8. Jahrhundert befanden sich auf dem Gebiet der heutigen Gemeinde zwei Militärlager. Das eine Lager, das Castrum Alvensicum, lag auf dem höchsten Punkt. Dort würde später das alte Vernègues entstehen.
Die Herren von Vernègues stammten ursprünglich aus Piemont. 1442 wird das Land von Guillaume de Damian gekauft. 1890 starb das Geschlecht aus.
Am 11. Juni 1909 wurde der Ort von einem Erdbeben der Stärke 6,2 erschüttert. Bei dem Erdbeben wurden mehrere Orte zerstört, unter ihnen auch Vernègues. Nach dem Beben wurde der Ort 90 Meter weiter unten wieder aufgebaut.

### Bevölkerungsentwicklung
| Jahr      | 1962 | 1968 | 1975 | 1982 | 1990 | 1999 | 2008 | 2017 |
| Einwohner | 243  | 259  | 285  | 377  | 687  | 939  | 1365 | 1845 |

## Wappen
Wappenbeschreibung: Das Wappen ist in Silber und Schwarz geteilt. Oben ein blaues trabendes Pferd und unten ein goldener Schrägrechtsbalken.

## Sehenswürdigkeiten
- Ruinen des alten Vernègues mit der Kirche Saint Jacques
- Kapelle Saint Cézaire
- Kapelle Saint Symphorien
- Römischer Tempel

## Verkehrsanbindung
Die Route nationale 7 führt durch den Ortsteil Cazan.